# Becquerelia bullata
Becquerelia bullata là một loài thực vật có hoa trong họ Cói. Loài này được C.B.Clarke & H.Pfeiff. mô tả khoa học đầu tiên năm 1922.